# کیم یونگ گوان
کیم یونگ گوان (کره‌ای: 김영권؛ انگلیسی: Kim Young-Gwon، زادهٔ ۲۷ فوریهٔ ۱۹۹۰) بازیکن فوتبال اهل کره جنوبی است که در باشگاه فوتبال اولسان هیوندای و تیم ملی فوتبال کره جنوبی در پست مدافع بازی می کند.

## گل‌های ملی
| # | تاریخ          | میزبان                             | تیم     | گل زده | نتیجه نهایی | رقابت                |
| - | -------------- | ---------------------------------- | ------- | ------ | ----------- | -------------------- |
| ۱ | ۳ جون ۲۰۱۱     | ورزشگاه جام جهانی، سئول، کره جنوبی | صربستان | ۰–۲    | ۱–۲         | دوستانه              |
| ۲ | ۲۶ ژانویه ۲۰۱۵ | ورزشگاه استرالیا، سیدنی، استرالیا  | عراق    | ۰–۲    | ۰–۲         | جام ملتهای آسیا ۲۰۱۵ |
| ۳ | ۲۷ جون ۲۰۱۸    | کازان آرنا، کازان، روسیه           | آلمان   | ۰–۱    | ۰–۲         | جام جهانی ۲۰۱۸       |